# Stauroglanis gouldingi
Stauroglanis gouldingi är en fiskart som beskrevs av De Pinna, 1989. Stauroglanis gouldingi ingår i släktet Stauroglanis och familjen Trichomycteridae. Inga underarter finns listade i Catalogue of Life.